# Remacle Watellier
Jacques Remacle Watellier est un homme politique français né le 12 octobre 1756 à Wasigny (Ardennes) et mort le 5 juin 1825 à Rethel.

## Biographie
Avocat en 1780, il devient avoué et suppléant près le tribunal de district de Rethel en 1790. Administrateur du district en 1792, puis agent national, il est président du tribunal civil de la ville en 1800. Il est député des Ardennes en 1815, pendant les Cent-Jours.

## Sources
- « Remacle Watellier », dans Adolphe Robert et Gaston Cougny, Dictionnaire des parlementaires français, Edgar Bourloton, 1889-1891 [détail de l’édition]